# Tachygyia microlepis
Tachygyia microlepis (лат.) — вымерший вид сцинковых ящериц, выделяемый в монотипный род Tachygyia. Являлся крупным сцинком с длиной тела без хвоста до 17,4 см и длинными и толстыми конечностями. Нижние веки были покрыты чешуйками. Лобнотеменные чешуйки слитые, межтеменной щиток редуцирован. Единственный раз был обнаружен в начале XIX века в ходе экспедиции Жюля Дюмон-Дюрвиля на корабле Астролябия. Обитал на островах Тонга. О биологии вида известно лишь то, что он вёл наземный образ жизни. Предполагается, что вид вымер вследствие потери мест обитания и появлением на островах Тонга хищников, таких как собаки, свиньи и крысы.